# Plus jamais la guerre

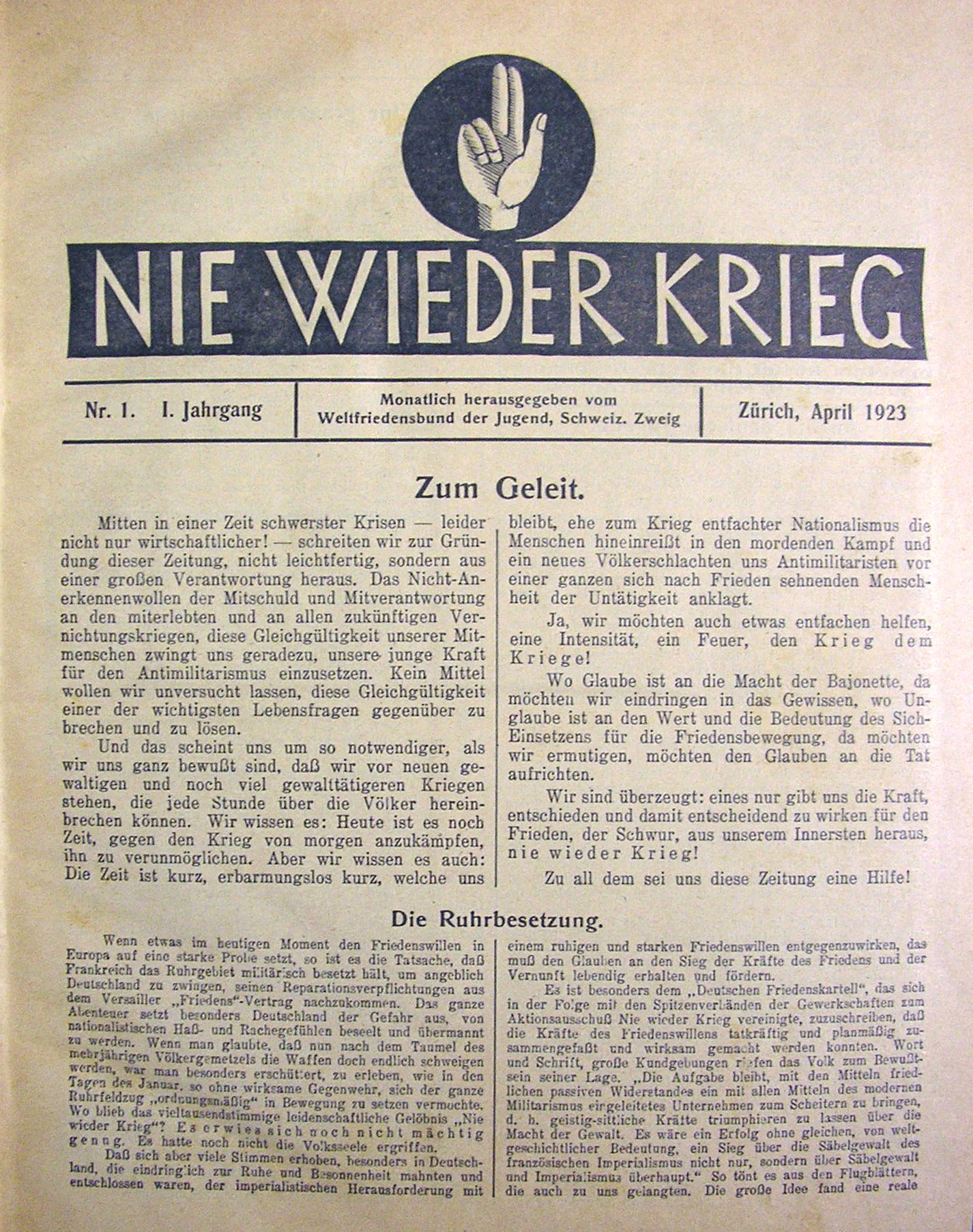
« Nie wieder Krieg », Zurich, premier numéro avril 1923

« Plus jamais la guerre », ou « Plus jamais de guerre », ou encore « Jamais plus la guerre ! »  est une expression apparue à la suite de la Première Guerre mondiale et qui est devenue un slogan de l'esprit ancien combattant, des mouvements pacifistes et antimilitaristes. Elle a aussi été popularisée par le pape Paul VI en 1965.

## À la suite de la Première Guerre mondiale
Dès la fin de la guerre le mouvement pacifiste allemand commémore le 1er août 1914, jour du début de la guerre. Le slogan « Nie wieder Krieg » est repris progressivement dans plusieurs pays d’Europe.
Une affiche de 1924 de l’artiste allemande Käthe Kollwitz porte les mots « Nie wieder Krieg ». Ce dessin a fait l’objet d’un timbre en 1970 en RDA (extrait sans le texte). Une seconde œuvre de la même artiste est en couverture du livre Nie wieder Krieg! No more War! Plus jamais de Guerre! Nunca jamais Guerra! Nooit meer Oorlog! Aldrig mere Krig! publié en 1929 par la Fédération syndicale internationale et réédité six fois jusqu'en 1934.

### Autres langues
Une brochure publiée en 1929 à Amsterdam, puis à Paris, associe plusieurs langues : « Nie wieder Krieg! = No more War! = Plus jamais de guerre ». Le livre déjà mentionné et publié la même année est rédigé en six langues.
Anglais « No More War »
- (en) « No More War Movement (en) » (Mouvement « Plus jamais la guerre ») désigne une organisation pacifiste au Royaume-Uni, fondée en 1921, qui devint peu après une section de l'Internationale des résistant(e)s à la guerre.

Allemand « Nie wieder Krieg »
- (de) « Nie wieder Krieg (de) » (« Jamais plus la guerre »). Nom d'un collectif et d'un slogan allemands, créés en juillet 1920 par le Friedensbund der Kriegsteilnehmer (Alliance pacifiste des participants à la guerre), autour des « Journées anti-guerre ».
- (de) « Nie wieder Krieg » (« Jamais plus la guerre »). Nom d'une organisation fondée en 1922 par Carl von Ossietzky (Prix Nobel de la paix en 1935)[5].
- Titre d'un périodique édité à Zurich depuis 1923 par le Weltfriedensbund der Jugend - Schweizer Zweig[6] (branche suisse de la Fédération mondiale des jeunes pour la paix).
- Titre et texte d'une lithographie célèbre de Käthe Kollwitz en 1924[7].
- Apparaît dans le titre de nombreux livres.

### Monuments

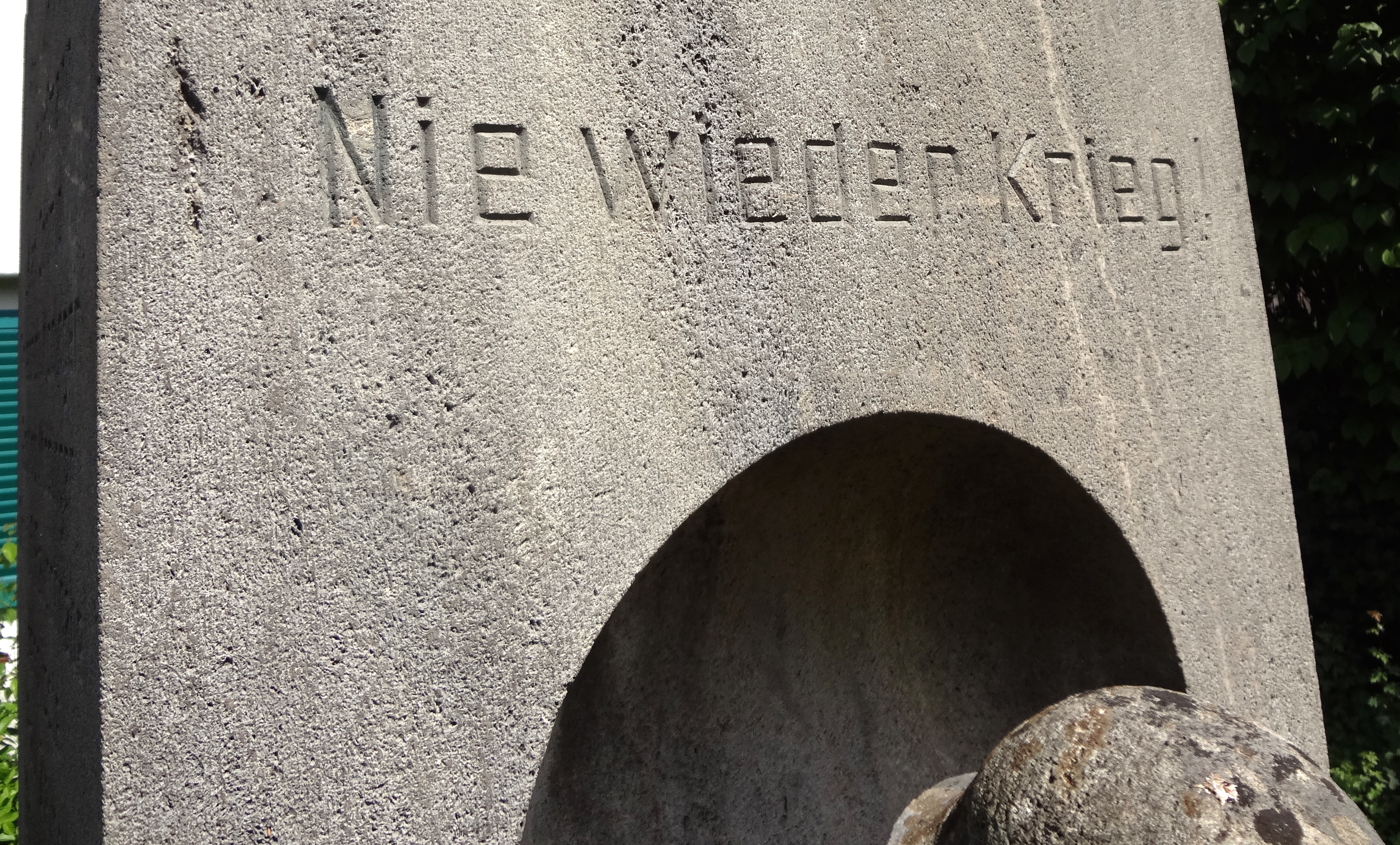
« Nie wieder Krieg ! », monument proche de Stuttgart

Cet appel est parfois inscrit sur les monuments aux morts. Il se trouve en quatre langues sur la Tour de l'Yser en Belgique (inaugurée en 1930), dont le néerlandais « Nooit meer oorlog ».
À Strümpfelbach, près de Stuttgart, « Nie wieder Krieg ! » a été gravé sur le monument commémoratif après la Première Guerre mondiale. Ce texte a été effacé sous le nazisme, puis gravé à nouveau à la demande de la commune après la Seconde Guerre mondiale.

## À la suite de la Seconde Guerre mondiale

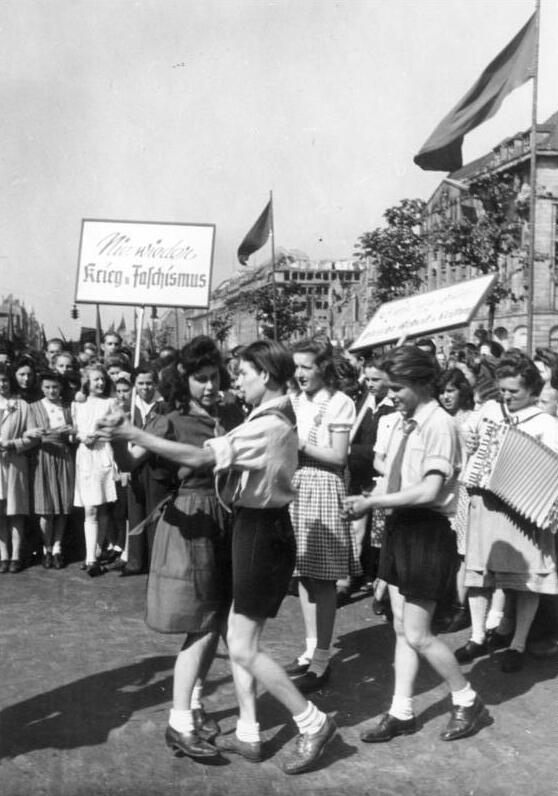
« Nie wieder Krieg & Faschismus », Berlin, 1946

Après la Seconde Guerre mondiale, l'expression antimilitariste est réemployée dans un nouveau contexte.

### Slogan
Le premier mai 1946, on danse dans les rues de Berlin avec ce slogan « Nie wieder Krieg » (voir illustration).
En 1965, le pape Paul VI se trouve à New York à l'occasion du 20e anniversaire de l'ONU. Il en appelle aux représentants des nations : « Plus jamais la guerre ». Le message est repris dans une Prière pour la paix de Jean-Paul II. Le même message est repris par le pape François le 2 septembre 2013 dans un tweet en neuf langues : «Plus jamais la guerre, plus jamais la guerre».
Une exposition temporaire intitulée « Plus jamais la guerre » de l'Unicef est montrée au Mémorial de Caen.
Au Liban en 2005, le slogan est brandi dans les rues à l'occasion du 30e anniversaire du début de la guerre civile.

### Monuments
Dans les Alpes carniques se trouve le Grand Kinigat (en italien Monte Cavallino) où une plaque commémorative « Nie wieder Krieg » a été placée en 1979 par les maires des communes voisines autrichienne et italienne.
À Bochum en Allemagne, une plaque avec l'inscription « Nie wieder Krieg und Faschismus » a été ajoutée en 1983 au monument aux morts des deux guerres mondiales ((de) Kriegerdenkmal am Stadtpark Bochum).
Un monument à la paix et au souvenir intitulé « Plus jamais la guerre », est installé à Gatineau au Québec, œuvre de Denis Massie, 1992.